# Bazoches-sur-Guyonne
Bazoches-sur-Guyonne ist eine französische Gemeinde mit 697 Einwohnern (Stand: 1. Januar 2022) im Département Yvelines in der Region Île-de-France. Sie gehört zum Arrondissement Rambouillet und zum Kanton Aubergenville (bis 2015: Kanton Montfort-l’Amaury). Die Einwohner werden Bazochéens genannt.

## Geographie
Bazoches-sur-Guyonne befindet sich etwa 36 Kilometer westsüdwestlich von Paris am Guyonne, einem Nebenfluss der Mauldre. Die Gemeinde gehört zum Regionalen Naturpark Haute Vallée de Chevreuse.
Umgeben wird Bazoches-sur-Guyonne von den Nachbargemeinden Mareil-le-Guyon und Neauphle-le-Vieux im Norden, Le Tremblay-sur-Mauldre im Osten, Saint-Rémy-l’Honoré im Südosten, Les Mesnuls im Süden, Montfort-l’Amaury im Westen sowie Méré im Nordwesten.

## Bevölkerungsentwicklung
| Jahr                      | 1962 | 1968 | 1975 | 1982 | 1990 | 1999 | 2006 | 2013 | 2021 |
| Einwohner                 | 230  | 256  | 286  | 308  | 423  | 477  | 576  | 562  | 674  |
| Quelle: Cassini und INSEE |      |      |      |      |      |      |      |      |      |

## Sehenswürdigkeiten

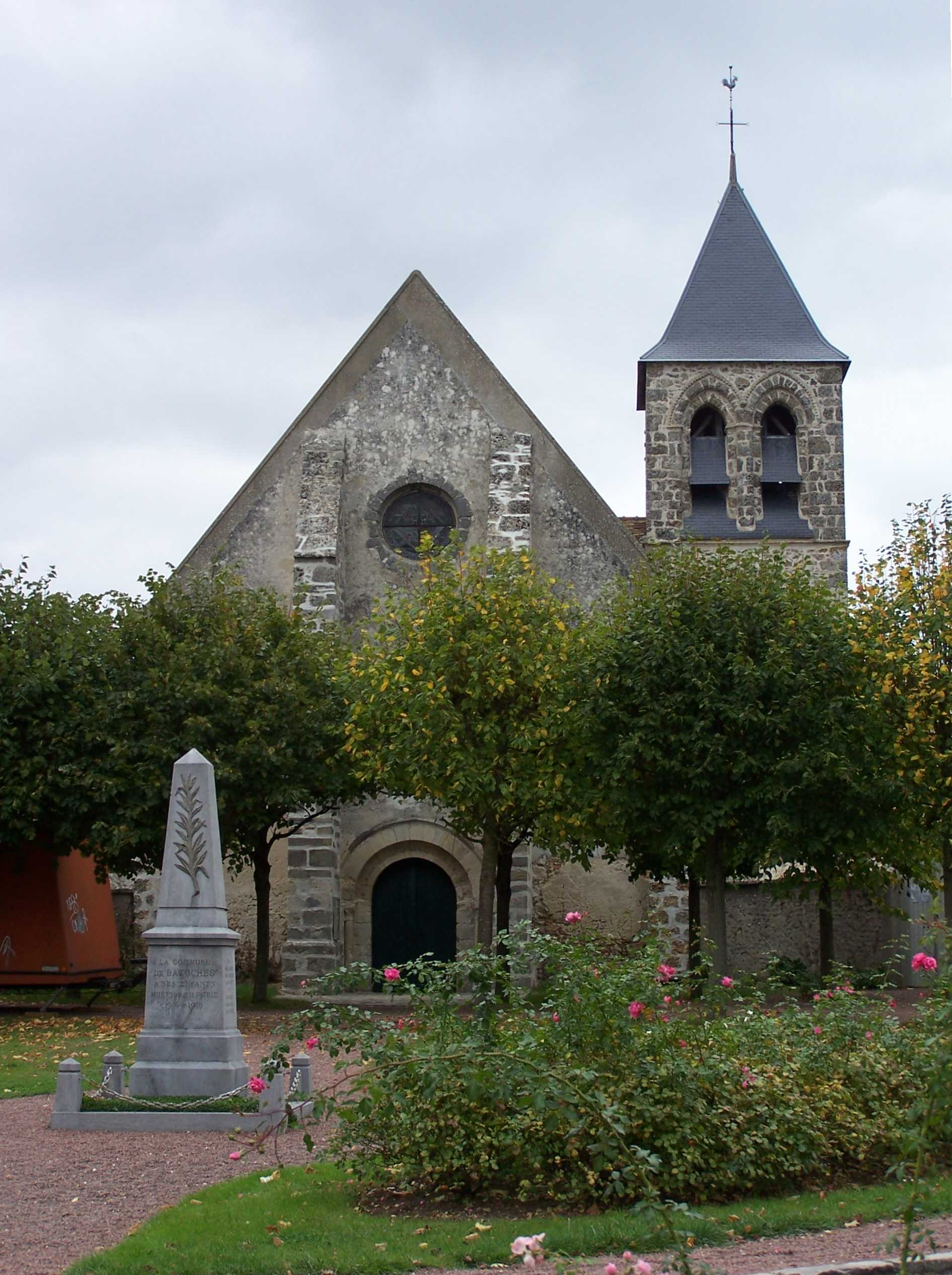
Kirche Saint-Martin

Siehe auch: Liste der Monuments historiques in Bazoches-sur-Guyonne
- Kirche Saint-Martin aus dem 12. Jahrhundert
- Museum Jean Monnet, früheres Wohnhaus
- Haus Louis Carré, Wohnhaus, 1959 von Alvar Aalto erbaut, Monument historique

## Persönlichkeiten
- Jean Monnet (1888–1979), Politiker